# Giuseppe Lombardi
Giuseppe Lombardi war ein italienischer Filmregisseur und -produzent.
Lombardi trat nur ein Mal in Erscheinung; 1952 produzierte er mit seiner in Cervinara ansässigen Produktionsgesellschaft „G. Lombardi Film“ den von ihm selbst inszenierten Campane di Pompei (Il bandito calabrese), der nur im Süden Italiens in einigen Kinos gezeigt wurde.

## Filmografie
- 1952: Campane di Pompei[3]